# Science-Fiction-Jahr 1921
Übersicht

◄◄ | ◄ | 1917 | 1918 | 1919 | 1920 | Science-Fiction-Jahr 1921 | 1922 | 1923 | 1924 | 1925 | ► | ►►

Weitere Ereignisse

## Neuerscheinungen Literatur
| Deutscher Titel    | Deutschsprachiges Erscheinungsjahr | Originaltitel     | Autor           | Anmerkungen |
| ------------------ | ---------------------------------- | ----------------- | --------------- | --- |
| Die Macht der Drei | –                                  | –                 | Hans Dominik    | Vorabdruck in der Zeitschrift „Die Woche“ in 26 Teilen (3. Dezember 1921 bis 27. Mai 1922), als Buchausgabe 1922 erschienen. |
| Zukunftsmusik      | –                                  | –                 | Hans Dominik    | |
|                    |                                    | Signs and Wonders | J. D. Beresford | |

## Neuerscheinungen Filme
| Deutscher Titel   | Deutschsprachiges Erscheinungsjahr | Originaltitel    | Regie        | Anmerkungen |
| ----------------- | ---------------------------------- | ---------------- | ------------ | ----------- |
| Die Blitzzentrale | –                                  | –                | Valy Arnheim |             |
|                   |                                    | L’uomo meccanico | André Deed   |             |

## Geboren
- Wolfgang Altendorf († 2007)
- Alan Burt Akers, Pseudonym von Kenneth Bulmer († 2005)
- James Blish († 1975)
- Kenneth Bulmer († 2005)
- F. M. Busby († 2005)
- Vladimir Colin († 1991)
- Alfred Coppel († 2004)
- Carol Emshwiller († 2019)
- Richard Groß († 1968)
- Ferenc Karinthy († 1992)
- Hans Joachim von Koblinski († 2013)
- Heinz G. Konsalik († 1999)
- Peter Theodor Krämer († 1999)
- Stanisław Lem († 2006)
- Charles Eric Maine, Pseudonym von David McIlwain († 1981)
- Francis G. Rayer († 1981)
- Gene Roddenberry († 1991)
- Mordecai Roshwald († 2015)
- Arthur Sellings († 1968)
- Peter Theodor (Pseudonym von Peter Krämer) († 1999)

## Gestorben
- Oskar Panizza (* 1853)
- Conrad Wilbrandt (* 1832)